# Чистюнська сільська рада
Чистю́нська сільська рада (рос. Чистюньский сельский совет) — сільське поселення у складі Топчихинського району Алтайського краю Росії.
Адміністративний центр та єдиний населений пункт — село Чистюнька.

## Населення
Населення — 1187 осіб (2019; 1350 в 2010, 1614 у 2002).